# Ramblin' Jack Elliott
Ramblin' Jack Elliott, artiestennaam van Elliot Charles Adnopoz (Brooklyn, 1 augustus 1931), is een Amerikaans country- en folkzanger.

## Biografie

### Jeugd
Elliott groeide op in een Joods gezin en kwam voor het eerst in aanraking met Country & Westernmuziek toen hij als kind rodeos bezocht in Gene Autry en Madison Square Garden. Hij liep op veertienjarige leeftijd weg van huis, en ging liftend naar Washington D.C.. Hij sloot zich aan bij Colonel Jim Eskew's Rodeoshow waar hij de paarden verzorgde en twee dollar per dag verdiende. Een van de rodeoclowns wilde 's avonds, tegen vergoeding van enkele kwartjes, nog weleens zingen waarbij hij zichzelf begeleidde op de vijfsnarige banjo.
Zijn ouders hadden intussen een zoekactie op touw gezet, waarbij zij posters verspreidden bij de rodeo-evenementen. Toen dit onder de aandacht van Colonel Jim kwam seinde hij de ouders in, waarop Elliotts vader hem schreef dat hij trots op hem was, maar dat hij ook naar huis kon komen om zijn highschooldiploma te halen. Lost John Carruthers, een van de rodeoclowns adviseerde: "If you git your high school diploma, you kin do anything you want. But if you don't you'll be a cowboy the rest of your days, whether you like it or not." ("Als je je schooldiploma haalt kun je alles worden wat je wil. Maar als je dat niet doet zal je de rest van je leven cowboy blijven, of je dat nu leuk vindt of niet").

### Samenwerking met Woody Guthrie
Op de radio hoorde Elliott voor het eerst de folkmuziek van Woody Guthrie, en hij besloot hem op te zoeken. Guthrie herstelde op dat moment van wat zijn arts dacht dat een buikgriepje was, maar feitelijk een acute appendicitis was. Alhoewel Guthrie omringd werd door bewonderaars werd Elliott zijn protegé, leerde zingen en gitaarspelen, en nam zelfs Guthries soms sardonische humor over.
Elliott zou vijf jaar samen met Guthrie door de Verenigde Staten reizen en optreden, ongehinderd door bagage, afgezien van een scheerapparaat en een gitaar. Overal waar zij kwamen maakte Elliott vrienden, waaronder Allen Ginsberg, Gregory Corso, Jack Kerouac, Lawrence Ferlinghetti en Helen Parker.
In 1954 vertrokken Elliott en Guthrie naar Californië (waar veel zielsverwanten de McCarthy storm aan zich voorbij lieten gaan) in een oude Buick, waar ze terechtkwamen bij Will Geer in Topanga Canyon. Daar ontmoetten zij Derroll Adams waar Elliott mee bevriend raakte. Woody Guthrie besloot vervolgens naar het noorden te trekken, terwijl Adams en Elliott verder naar het zuiden gingen.
Elliott hield er nogal een ruige levensstijl op na, met veel drank en vrouwen. Hij leerde James Dean kennen via diens ex-vriendin June die later Elliotts eerste vrouw zou worden, en nog later de eerste road-manager voor een beginnend Brits popgroepje: The Rolling Stones.

### Europa
Met June ging Elliott naar het Verenigd Koninkrijk, waar skifflegroepjes in opkomst waren, waaronder de The Quarrymen (voorloper van The Beatles). Elliott maakte desondanks indruk op de Britse jeugd, met zijn ongecompliceerde muziek en zang. Arlo Guthrie (zoon van Woody) zou later zeggen: "Ik had materiaal voor 15 minuten, en speelde vervolgens 30 minuten muziek van mijn vader. De rest van het programma was altijd het oeuvre van Jack. Waar ik ook kwam, mensen zeiden altijd: "Geweldig... jij kent liedjes van Jack Elliott".".
Elliott toerde door Spanje en Duitsland en nam enkele platen op. Samen met Derroll Adams speelde hij drie maanden in de Londense Blue Angel Club. Elliott trad vervolgens op in Milaan en Griekenland, en weer Italië met The Platters. Hij werd uit Scandinavië teruggevraagd door prinses Margaret, en trad vervolgens voor haar op tijdens een privéfeestje. "Ze was erg hip", zou Elliott later zeggen.
Na in 1958 een tijd in de VS met Cisco Houston te hebben opgetreden, maar verder min of meer te zijn genegeerd, vertrok Elliott opnieuw naar Europa, waar hij werkte met the Weavers, Pete Seeger en Jesse Fuller. Elliott liet langzamerhand de invloed van Woody Guthrie los en speelde de blues met Brownie McGhee en Big Bill Broonzy, en leerde jodelen als Jimmie Rodgers. Eric Von Schmidt zegt: "Het leek wel of Jack Woody geworden was, maar toen ik hem Blind Lemon Jeffersons 'Black Snake Moan' hoorde zingen ... het was perfect ... en de Woody Guthrie imitator was dood, Jack was geboren".

### New York
Terug in New York werd Elliott een van de belangrijkste vertolkers van het folkgenre, een criticus van New York Times schreef: "one of the few authentic voices in American folk music" ("een van de weinige authentieke stemmen in de Amerikaanse folkmuziek"). Hij had Woody Guthries stijl in zijn eigen optreden verweven, en omdat Guthrie als gevolg van de ziekte van Huntington niet meer kon optreden werd Elliott de bekendste vertolker van dat genre. In die tijd ontmoette hij de nog jonge Bob Dylan, die ook een groot bewonderaar was van Woody Guthrie, en ook veel van diens stijlelementen had overgenomen. In 1976 maakte Elliott deel uit van de door Dylan opgezette Rolling Thunder Revue, samen met onder anderen Joan Baez, Roger McGuinn, Kinky Friedman, T-Bone Burnett, Mick Ronson, David Mansfield, Scarlet Rivera, Rob Stoner, Howie Wyeth en Bob Neuwirth.

### Recentere tijden
In 1995 bracht Ramblin' Jack Elliott voor het eerst in twintig jaar een nieuw album uit, onder de titel "South Coast". Deze plaat leverde hem voor het eerst een Grammy Award op. In 2006 bracht hij "I Stand Alone" uit, waarop hij wordt bijgestaan door leden van Red Hot Chili Peppers.

## Discografie
- Early Sessions (1956)
- Lost Topic Tapes: Cowes Harbour (1957)
- Lost Topic Tapes: Isle of Wight (1957)
- Ramblin' Jack (1957)
- Hard Travelin' (1960)
- Country Style/ Live (1962)
- Sings Woody Guthrie & Jimmie Rodgers/Cowboy Songs (1962)
- Best of the Vanguard Years (1964)
- The Essential (1964)
- Young Brigham (1968)
- Bull Durham Sacks and Railroad Tracks (1970)
- Me & Bobby McGee (1968 ~ 1970)
- Kerouac's Last Dream (1980)
- Legends of Folk (1989)
- South Coast (1995)
- Friends of Mine (1998)
- The Long Ride (1999)
- The Ballad of Ramblin Jack — soundtrack (2000)
- I Stand Alone (2006)